# Mikrobus

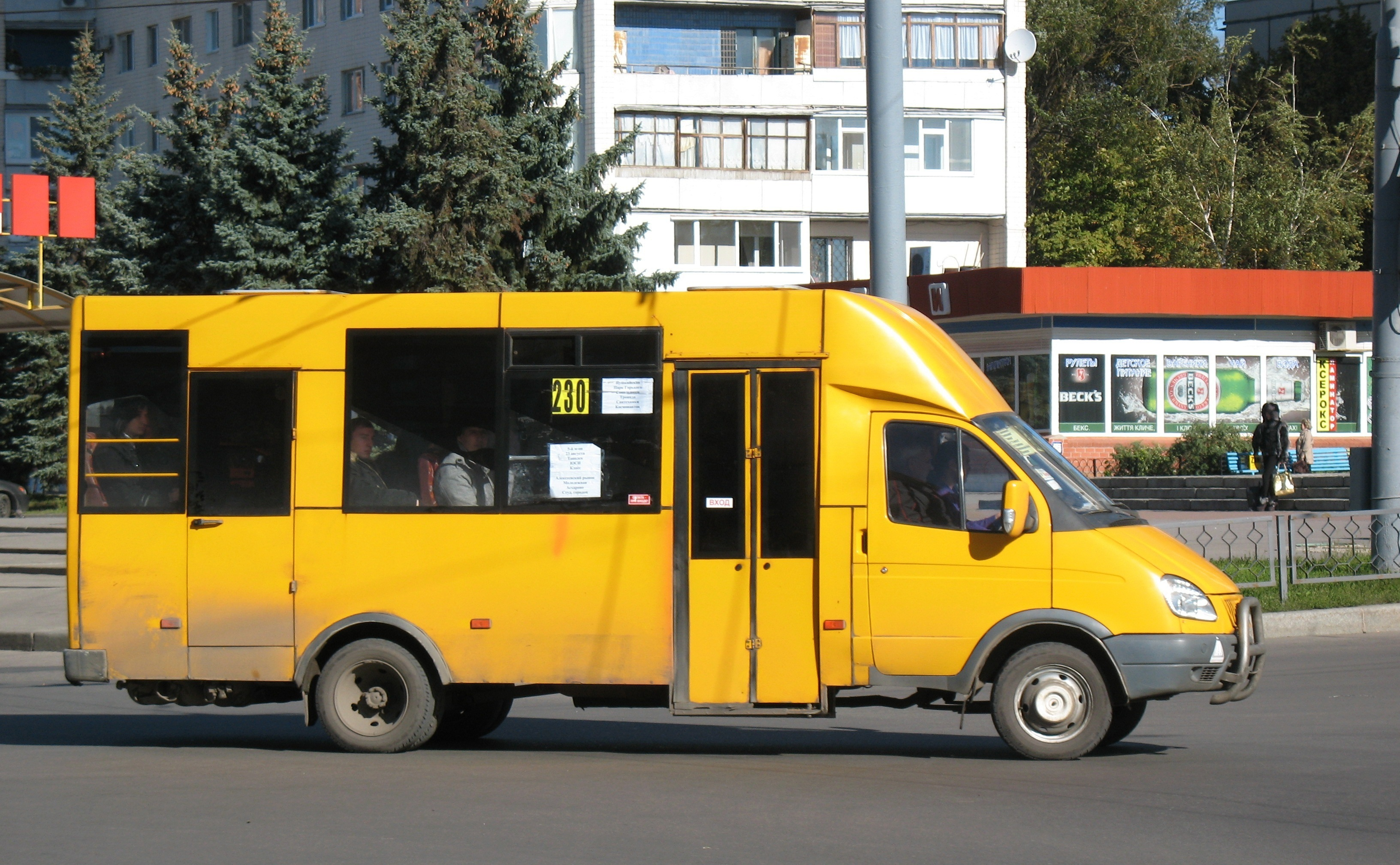
Mikrobus

Mikrobus – autobus niewielkich rozmiarów, przeznaczony do przewozu na miejscach siedzących od 9 do 20 (17 według niektórych źródeł) pasażerów, nie licząc kierowcy. Mikrobusy, zwłaszcza starsze (na przykład polskie Nysy), projektowane i wytwarzane były często z użyciem podzespołów (silników, układów napędowych, zawieszenia) samochodów osobowych. Większe pojazdy unifikowane są często z lekkimi samochodami ciężarowymi (dostawczymi). 
Mikrobusy znajdują zastosowanie w mniejszych miejscowościach, gdzie panuje mały ruch, oraz w rejonach górskich. W tym drugim przypadku na ich korzyść przemawia to, że „pełnowymiarowymi” autobusami trudno jest wjechać pod wzniesienia; poza tym mikrobusy są krótsze i węższe, więc łatwiej mogą pokonywać ciasne zakręty i mijać się na wąskich drogach. Używane są także tam, gdzie na trasie znajduje się most o niewielkiej nośności, który mógłby nie wytrzymać ciężaru normalnego autobusu. 
Mikrobusami nazywane bywają także pojazdy, które posiadają do 9 miejsc łącznie z kierowcą. Można je prowadzić na zwykłe prawo jazdy kategorii B (pojazd o liczbie miejsc do 9 wraz z kierowcą jest uważany przez kodeks drogowy za samochód osobowy). Jeżeli posiadają od 10 do 17 miejsc łącznie z kierowcą, trzeba mieć prawo jazdy kategorii D1 i ukończony kurs na przewóz osób; czas pracy kierowcy pojazdu do przewozu od 10 osób jest ponadto limitowany przy pomocy obowiązkowego tachografu. Jeżeli liczba miejsc łącznie z kierowcą przekracza 17, trzeba mieć prawo jazdy kategorii D i ukończony kurs na przewóz osób. Mikrobusy są często nazywane busami. 